# Institut für vergleichende Medien- und Kommunikationsforschung
Das Institut für vergleichende Medien- und Kommunikationsforschung (CMC) ist eine Forschungseinrichtung der Österreichischen Akademie der Wissenschaften in Wien und der Universität Klagenfurt. Das Institut wird aktuell von Matthias Karmasin (Direktor) und Tobias Eberwein (Stellvertretender Direktor) geleitet.

## Geschichte
Das Institut wurde am 1. Jänner 2013 gegründet und ist Nachfolger der Kommission für vergleichende Medien- und Kommunikationsforschung. Diese wurde am 1. Februar 1994 unter der Bezeichnung Kommission für historische Pressedokumentation eingesetzt und war aus der am 24. April 1991 eingesetzten gleichnamigen Arbeitsgruppe der damaligen Kommission für die Ausarbeitung eines Österreichischen Biographischen Lexikons hervorgegangen. Die Umbenennung der Kommission erfolgte am 14. Oktober 2005.

## Arbeitsschwerpunkte
Gegenstand der Forschungen am Institut für vergleichende Medien- und Kommunikationsforschung ist die Rolle der Medien in der politischen Kommunikation seit der Entstehung der Massenpresse im späten 19. Jahrhundert. Das Forschungsprogramm umfasst den Wandel der strukturellen Bedingungen des Mediensystems ebenso wie die Vermittlungs- und Interaktionsprozesse von Medien und politischen Akteuren.
Unabhängigkeit, Interdisziplinarität und internationale Orientierung charakterisieren die Forschungsarbeiten des Instituts. Die grundlegende kommunikations- und politikwissenschaftliche Perspektive wird themenbezogen verbunden mit Ansätzen aus der Geschichtswissenschaft, der Sozialpsychologie und der Soziologie. Besonderes Augenmerk liegt auf Langzeitanalysen und der Entwicklung dafür geeigneter methodischer Verfahren.

## Publikationen
- Seethaler, J., & Beaufort, M. (2024). Monitoring media pluralism in the digital era: Application of the Media Pluralism Monitor in European member states and candidate countries in 2022. Country report: Austria. Florence: European University Institute – Centre for Media Pluralism and Media Freedom (CMPF). DOI:10.2870/98299; https://hdl.handle.net/1814/76993
- Fengler, S., Eberwein, T., & Karmasin, M. (Eds.) (2022). The global handbook of media accountability. London, New York: Routledge. DOI: https://doi.org/10.4324/9780429326943
- Kaltenbrunner, A., Lugschitz, R., Karmasin, M., Luef, S., & Kraus, D. (2020). Der österreichische Journalismus-Report. Eine empirische Erhebung und eine repräsentative Befragung. Wien: facultas.
- Hanitzsch, T., Seethaler, J., & Wyss, V. (Hrsg.) (2019). Journalismus in Deutschland, Österreich und der Schweiz. Springer VS. https://doi.org/10.1007/978-3-658-27910-3
- Karmasin, M., & Oggolder, C. (Hrsg.) (2019). Österreichische Mediengeschichte. Bd. 2: Von Massenmedien zu sozialen Medien (1918 bis heute). Wiesbaden: Springer VS.
- Karmasin, M., & Oggolder, C. (Hrsg.) (2016). Österreichische Mediengeschichte. Bd. 1: Von den frühen Drucken zur Ausdifferenzierung des Mediensystems (1500 bis 1918). Wiesbaden: Springer VS.
- Josef Seethaler, Matthias Karmasin, Gabriele Melischek & Romy Wöhlert (2013) Selling war: The role of the mass media in hostile conflicts from World War I to the ‘War on Terror‘. Bristol: Intellect; Chicago, IL: University of Chicago Press.
- Helmut Koziol, Josef Seethaler, Thomas Thiede, Hg. (2010) Medienpolitik und Recht: Media Governance, Wahrhaftigkeitspflicht und sachgerechte Haftung. Wien: Jan Sramek.
- Relation – zweisprachige peer-reviewed Buchreihe